# West Union (Illinois)
West Union es un lugar designado por el censo ubicado en el condado de Clark en el estado estadounidense de Illinois. En el Censo de 2010 tenía una población de 288 habitantes y una densidad poblacional de 70,24 personas por km².

## Geografía
West Union se encuentra ubicado en las coordenadas 39°12′54″N 87°39′57″O / 39.21500, -87.66583. Según la Oficina del Censo de los Estados Unidos, West Union tiene una superficie total de 4.1 km², de la cual 4.1 km² corresponden a tierra firme y (0%) 0 km² es agua.

## Demografía
Según el censo de 2010, había 288 personas residiendo en West Union. La densidad de población era de 70,24 hab./km². De los 288 habitantes, West Union estaba compuesto por el 99.31% blancos, el 0% eran afroamericanos, el 0% eran amerindios, el 0% eran asiáticos, el 0% eran isleños del Pacífico, el 0% eran de otras razas y el 0.69% pertenecían a dos o más razas. Del total de la población el 0% eran hispanos o latinos de cualquier raza.